# Le Roi de cœur
Ne doit pas être confondu avec Roi de cœur.
Pour plus de détails, voir Fiche technique et Distribution.
Le Roi de cœur est un film franco-italien de Philippe de Broca, sorti en 1966.

## Synopsis
Fin 1918, les Allemands abandonnent Marville après l'avoir piégé en y cachant un blockhaus rempli de bombes qui doivent exploser à minuit quand l'armée britannique aura libéré la ville. Un soldat britannique, Charles Plumpick (Alan Bates), est chargé de localiser la machine infernale et de la désamorcer avant qu'elle n'explose. Sur place, il est accueilli à bras ouverts par les habitants très originaux de la bourgade qui reconnaissent en lui - par un rocambolesque concours de circonstances -  leur roi (« roi de cœur », cousin du « duc de Trèfle (Jean-Claude Brialy) »).  En fait, face au danger, les habitants ont fui la bourgade laissant à leur sort les internés de l'hôpital psychiatrique qui ont investi la ville et recréé un semblant de société en phase avec leur vision débonnaire du monde.
Couronné comme il se doit lors d'une cérémonie officielle (et burlesque) à la cathédrale de la ville, Plumpick se laisse séduire par ses nouveaux compagnons, qui ont pour noms, Xénophon, duc de Trèfle précédemment cité, la duchesse Marie-Charlotte (Françoise Christophe) et leurs enfants, Brunehaut (Madeleine Clervanne), Gontran (Louis Jojot) et Albéric (Pierre Palau), le Général Géranium (Pierre Brasseur), l'évêque, Monseigneur Marguerite (Julien Guiomar), monsieur Marcel, le coiffeur, (Michel Serrault) et la tenancière de la maison close, madame Églantine (Micheline Presle) et l'une de ses pensionnaires, la jolie Coquelicot (Geneviève Bujold). Il n'en oublie pas sa mission pour autant.

## Fiche technique
- Réalisation : Philippe de Broca
  - Assistant réalisateur : Marc Monnet et Marc Grunebaum
- Scénario : Philippe de Broca et Daniel Boulanger, d'après d'une idée de Maurice Bessy
- Production : Philippe de Broca et Michelle de Broca
  - Directeurs de production : Jacques Juranville et Gérard Crosnier
- Photographie : Pierre Lhomme (AFC)
  - Assistant opérateur : François About
- Son : Jacques Carrère
- Montage : Françoise Javet
- Décors : François de Lamothe
- Costumes : Jacques Fonteray
- Photographe de plateau : Vincent Rossell
- Musique : Georges Delerue
- Sociétés de production :
  - France Fildebroc Productions et Les Productions Artistes Associés
  - Italie Compagnia Cinematografica Montoro
- Société de distribution : United Artists
- Pays de production :  France,  Italie
- Langues originales : français, anglais, allemand
- Format : couleur (Eastmancolor) — 35 mm — 2,35:1 (Techniscope) —  son mono
- Genre : comédie dramatique
- Durée : 95 minutes
- Dates de sortie :
  - France : 21 décembre 1966
  - Italie : 1er avril 1967
  - États-Unis : 19 juin 1967

## Distribution
- Alan Bates : Charles Plumpick, le roi de Cœur
- Geneviève Bujold : Coquelicot
- Pierre Brasseur : le général Géranium
- Jean-Claude Brialy : Xénophon, duc de Trèfle
- Françoise Christophe : Marie-Charlotte, duchesse de Trèfle
- Julien Guiomar : Mgr Marguerite
- Micheline Presle : Mme Eglantine
- Michel Serrault : M. Marcel, le coiffeur
- Adolfo Celi : le colonel McBibenbrook
- Jacques Balutin : le sergent McFish
- Daniel Boulanger : le colonel von Krack
- Pier Paolo Capponi : le capitaine écossais
- Madeleine Clervanne : Brunehaut de Trêfle
- Marc Dudicourt : le lieutenant Hamburger
- Paul Faivre : le coiffeur
- Jacques Mauclair : le maire
- Pierre Palau : Albéric de Trêfle

### Non crédités
- Georges Adet : le "docteur"
- Jacky Blanchot : le Gabalou
- Robert Blome : un aliéné
- Jean-Marie Bon : un aliéné
- Philippe de Broca : le caporal Adolf Hitler
- Philippe Bruneau : l'académicien
- Georges Gueret : un soldat avec McFish
- Louis Jojot : Gontran de Trêfle
- Yves Robert : le général Baderna
- Sabine Sun : Mimi la Rose
- Jean Sylvain : le suisse
- Éric Vasberg : un soldat avec McFish

## Autour du film
- Les animaux viennent du cirque de Jean Richard.
- Le film est adapté en comédie musicale à Broadway en 1978 sous le titre King of Hearts[1]. Mise en scène et chorégraphie de Ron Field, livret de Joseph Stein, musique de Peter Link et paroles de Jacob Brackman. Première au Minskoff Theatre le 22 octobre 1978, il ne tient l'affiche que 48 représentations.

## Lieux du tournage
- Senlis (Oise).
- Crépy-en-Valois.